# الشركة السعودية الهندية للتأمين التعاوني
الشركة السعودية الهندية للتأمين التعاوني (وفا للتأمين) هي شركة تأمين مساهمة سعودية، تأسست في الثامن من أغسطس عام 2007، يبلغ رأس مال الشركة مئة مليون ريال سعودي، تمارس الشركة السعودية الهندية للتأمين التعاوني تطوير أعمال تأمين الحماية والإدخار والتأمين العام لتحقيق المنفعة، بتقديم الأمن المالي للأفراد والمؤسسات التجارية.

## تعليق التداول
أصدر مجلس هيئة السوق المالية قراراً، بتعليق تداول سهم الشركة السعودية الهندية للتأمين التعاوني (وفا للتأمين) في السوق المالية السعودية (تداول) ابتداءً من اليوم الأربعاء 21-03-1435هـ الموافق 22-01-2014م إلى أن تعدل الشركة أوضاعها المالية.

## إلغاء الإدراج
في 25مايو 2021، أصدرت هيئة السوق المالية قرارها المتضمن إلغاء إدراج الأوراق المالية للشركة السعودية الهندية للتأمين التعاوني (وفا للتأمين) في السوق المالية السعودية (تداول)، وذلك بعد صدور قرار من محكمة الاستئناف التجارية بالرياض بتأييد قرار إنهاء إجراء إعادة التنظيم المالي وافتتاح إجراء التصفية بموجب نظام الإفلاس.